# 松浦四郎若
松浦 四郎若（まつうら しろわか、1945年（昭和20年）10月5日 - ）は愛媛県出身の浪曲師。本名は寺坂東。

## 来歴
1945年（昭和20年）10月5日、愛媛県伊方町に生まれる。
1970年（昭和45年）12月24日に25歳で関西の実力派、松浦四郎に入門。松平国十郎とは芸の上で、伯父甥の関係。明治期の三巨頭、新談読みの京山若丸は三代上の大師匠にあたる。
1971年（昭和46年）1月4日に泉佐野市民会館にて演目『秋田蕗』で初舞台を踏む。
1975年（昭和50年）8月23日、テレビ初出演の『NHK新人浪曲コンクール』で最優秀新人賞を受賞。関西を中心に、浪曲の伝統を伝える正統派として活躍している。
2009年（平成21年）度の公演（一心寺門前浪曲寄席における演技）で文化庁芸術祭大衆芸能部門優秀賞を受賞した。二代目京山小円嬢、二代目春野百合子と3人で掛け合い浪曲にも挑戦している。また、時おり東京にて口演をしており、浅草木馬亭の『デロレン祭文を聴く会』に出演し、正統派の浪曲を披露した。